# Liljana Cingu
Liljana Cingu, detta Lili (Tirana, 31 dicembre 1950 – Tirana, 5 febbraio 2024), è stata una ballerina albanese, soprannominata "Regina della danza albanese".

## Biografia
Nacque a Tirana, nell'allora Repubblica Popolare Socialista d'Albania, il 31 dicembre 1950 in una famiglia modesta; suo padre era un barbiere originario di Gjakova mentre sua madre era una lavoratrice stagionale originaria di Scutari. Già da bambina sviluppò una passione per l'arte, in special modo per la danza, e nel 1963 si iscrisse ad un corso di danza sotto la direzione di Gëzim Kaçeli; tra i suoi idoli d'infanzia vi furono Besim Zekthi e Zoica Haxho. Diplomatasi in coreografia al liceo artistico Jordan Misja di Tirana, fu ammessa nel 1967 come ballerina professionista nell'Ansambli i Këngëve dhe Valleve Popullore, partecipando a numerose tournée in Albania e all'estero. Nel 1970, insieme al suo gruppo di danza, ha vinto la collana d'oro al Festival della Vigna di Digione, dedicato alla danza popolare e definito per questo come "Folkloriadi" (ovvero Olimpiadi della danza folk). Nel 1992 fece parte della giuria del concorso di bellezza Miss Albania.
Nel 1997, durante la crisi socio-politica albanese, si trasferì in Canada, dove proseguì la sua attività professionale e dove aprì una scuola per la formazione di ballerini della danza popolare albanese, lavorando inoltre come stilista. In Canada ha partecipato attivamente nell'Associazione della Comunità Albanese-Canadese. Nell'aprile 2019 ha partecipato al Festival internazionale di danza albanese, tenutosi a Clearwater in Florida, ricevendo il premio "Aquila d'oro".
Tornata in patria, ricevette numerosi premi e onorificenze pubbliche tra cui le decorazioni presidenziali di Onore della Nazione e Gran Maestro. Ha proseguito la sua attività almeno fino al 2022, anno in cui è stata giudice ospite nell'ottava stagione di Dancing with the Stars su Top Channel.
Morì il 5 febbraio 2024 a Tirana, venendo commemorata da numerose personalità albanesi e non solo tra cui il Presidente della Repubblica Bajram Begaj, il Primo ministro Edi Rama, l'ex Presidente della Repubblica Ilir Meta, il sindaco di Tirana Erion Veliaj oltre che dai colleghi nel campo della danza e della musica, tra cui la violinista Abigeila Voshtina, il cantante Shkodran Tolaj, il ballerino Genc Kastrati e il compositore Sokol Marsi. La camera ardente è stata allestita presso il Teatro nazionale dell'opera e del balletto di Tirana (TKOB).